# Baspunkt
En baspunkt (‱), i finansiella sammanhang ofta kallad punkt eller räntepunkt är en hundradels procentenhet. Begreppet används typiskt för att referera till små förändringar i räntor eller andra finansiella storheter. Om räntan inledningsvis är 5,00 % på ett lån och den stiger 2 punkter, kommer räntan efter höjningen att vara 5,02 %, det vill säga 0,02 procentenheter högre.
Liksom måtten procentenhet och promilleenhet är en baspunkt en beteckning för en del, här en tiotusendel, av en större helhet när man refererar till en del av en del av helheten.

## Relaterade begrepp
- Procentenhet
- Promille (‰)
- Promilleenhet
- Parts per million (ppm) – miljondel
- Parts per billion (ppb) – miljarddel
- Parts per trillion (ppt) – biljondel
- Parts per quadrillion (ppq) – biljarddel